# Tily eto Madagasikara
Tily eto Madagasikara (TEM) est un mouvement éducatif des jeunes garçons, basé sur la méthode éducative scoute et les valeurs chrétiennes unionistes (FJKM, FLM Toliara Madagascar et Antananarivo, EEM, METM, FMTA).
Il a été fondé le 20 décembre 1924. Il intègre l'Organisation mondiale du mouvement scout avec la Fédération du scoutisme malgache en 1959.

## Histoire
La première patrouille de scouts connue à Madagascar aurait été constituée par le Révérend Jopseh Fuhler Radley le 9 avril 1922 (dimanche des rameaux), et composée de cinq garçons qui sont : Ikaky Michael Rajohnson, Eugène Razafitrimo, Philippe Andrianarijaona, Alban Ratsivalaka et Albert Rakoto Ratsimamanga.

## Distinction honorifique
Le 2 mai 1959, à la suite des inondations de mars 1959, les scouts malgaches (Antilin' i Madagasikara, Fanilon'i Madagasikara, Kiadin'i Madagasikara, Mpanazava eto Madagasikara et Tily eto Madagasikara) reçoivent une distinction honorifique de la part du président de la République, Philibert Tsiranana, pour avoir « fait preuve d'un dévouement exceptionnel (...) et sauvé de nombreuses vies humaines ».

## Organisation
Le Mouvement est organisé en quatre tranches d'âge : Louveteaux (6 à 11 ans inclus), Éclaireurs (12 à 15 ans inclus), Routiers ou Mpiandalana (16 à 19 ans inclus) et Menafify (19 à 25 ans). Tous les responsables à tous les niveaux sont des bénévoles.
Les louveteaux sont organisés en sizaines (groupe 2 à 6 louveteaux) et 2 à 4 sizaines forment une meute. Chaque sizaine est nommée par un pelage de loup (brun, noir, gris...), tandis que la meute porte un nom de lieu tiré du Livre de la Jungle (Seonee, Kanjara...).
Les éclaireurs sont organisés en patrouilles (groupe de 4 à 8 éclaireurs) et 2 à 4 patrouilles forment une troupe. Chaque patrouille porte le nom d'un animal (aigle, scorpion...) tandis que la troupe est nommée selon une zone (forêt, plaine...)
Les routiers (Mpiandalana) et les Menafify sont organisés en clans (groupe de 3 à 5 routiers). Chaque clan porte le nom d'une personnalité qui s'est illustrée dans la zone où s'établit le Clan.
L'ensemble d'une meute, d'une troupe et d'un clan forme un groupe local qui se différencie par un numéro de groupe et une couleur de foulard. Le groupe local est coordonné par un coordonnateur de groupe, le seul qui porte un foulard orange au lieu des couleurs du groupe.
Un ensemble de groupe dans une zone géographique donnée constituent un district. Chaque district est dirigé par un commissaire de district, élu pour trois ans par l'ensemble des responsables du district, qui constitue ensuite sa propre équipe. Les commissaires de districts et leurs équipes portent un foulard bleu marine estampillé du logo Tily eto Madagasikara et du nom du district.
Il y a actuellement[évasif] 30 districts Tily eto Madagasikara : Diana, Sava, Boeny, Ambatosoa, Betsiboka, Sofia, Analamanga Afovoany, Analamanga Atsinanana, Analamanga Andrefana, Analamanga Atsimo, Analamanga Avaratra, Atsinanana, Alaotra Ambatondrazaka, Analanjirofo, Mangoro Moramanga, Menabe, Itasy, Bongolava, Vakinankaratra Ambatolampy, Vakinankaratra Antsirabe, Amoron'i Mania, Matsiatra Ambony, Ihorombe, Vatovavy, Atsimo Atsinanana, Anosy, Atsimo Andrefana, Androy, Frantsa.
La coordination et la mise en œuvre d'une politique commune du mouvement est gérée par un Commissaire Général et une équipe de Commissaires Nationaux, reconnaissables par un foulard blanc aux bordures blanc, rouge et vert (couleurs du drapeau national), et estampillé d'une fleur de lys violette (marque du scoutisme mondial) 

## Emblème et marque
L'emblème des scouts Tily eto Madagasikara a été conçu en 1955 par Martin Razafindrakoto. Il consiste en un cercle contenant une croix florencée devant un ravinala et les inscriptions « Tily Madagasikara ». La version d'origine inclut le bleu, couleur principale, comme fond et les trois couleurs jaune, vert et rouge, représentant chaque branche du mouvement.
La marque a connu une refonte en 2022 afin d'inclure la couleur bordeaux, qui représente la branche ainée, une quatrième branche du mouvement créée à la fin des années 1980.